# Мачете (гурт)
Мачете (Machete) — колись український, тепер російський рок-гурт, створений 2010 року солістом гурту Токіо Ярославом Малим.
Основну популярність гурт здобув завдяки пісні «Ніжність» («Дай мне нежность») та кліпу на цю пісню. Переважно гурт гастролює Україною та Росією. Не зважаючи на українське походження засновника гурта, Ярослава Малого, пісні гурту виконуються російською мовою. Регулярно гастролює містами РФ, замовчує війну в Україні.

## Скандали
У квітні 2023 році, під час триваючого широкомасштабного вторгнення росії в Україну, група оголосила про гастролі Росією.  